# Калист Зъхненски
Калист (на гръцки: Κάλλιστος, Калистос) е православен духовник, митрополит на Вселенската патриаршия.

## Биография
Калист става духовник и е избран за митрополит на Зъхненска епархия. В 1561 година подписът на Калист е поставен от патриарх Йоасаф II Константинополски на Грамотата за даване на царска титла на московския велик княз Иван IV.